# Cerkiew św. Mikołaja w Użpolu
Cerkiew św. Mikołaja – prawosławna cerkiew w Użpolu. Świątynia parafialna. Należy do dekanatu wisagińskiego w eparchii wileńskiej i litewskiej Rosyjskiego Kościoła Prawosławnego.

## Historia
Cerkiew została wzniesiona w 1870 w zastępstwie dotychczasowej świątyni św. Włodzimierza. 11 tys. rubli na budowę przeznaczył generał-gubernator wileński, wydzielając te pieniądze z sumy uzyskanej poprzez kontrybucje nałożone na uczestników i zwolenników stłumionego powstania styczniowego. Cerkiew działała do 1915, kiedy proboszcz parafii św. Mikołaja został powołany na kapelana wojskowego. Na nowo zaczęto odprawiać w niej nabożeństwa dopiero w 1925 (i przez kilka miesięcy na przełomie lat 1920 i 1921). Cerkiew utraciła status parafialnej, stając się obiektem filialnym wobec cerkwi św. Sergiusza z Radoneża w Ucianie. Ten status cerkwi utrzymał się do końca II wojny światowej, kiedy obiekt poważnie ucierpiał. W 1947 władze stalinowskie zarejestrowały cerkiew jako czynną świątynię prawosławną, jednak już w roku następnym zażądały jej przekazania na magazyn zbożowy. Ostatecznie po protestach parafian cerkiew pełniła tę funkcję tylko przez pół roku, jednak została w tym okresie w znaczny sposób zdewastowana. W 1949 proboszcz parafii hieromnich Dawid (Griszyn) został aresztowany i skazany na 10 lat łagru; od tego czasu cerkiew nie miała stałego opiekuna i nabożeństwa w niej były odprawiane okazjonalnie przez kapłanów z cerkwi w Inturkach, Rakiszkach, Wiłkomierzu lub monasteru Świętego Ducha w Wilnie. W 1984 cerkiew została zamknięta, oddano ją wiernym dopiero po odzyskaniu niepodległości przez Litwę. Do tego czasu budynek został kilkakrotnie okradziony, tracąc resztki oryginalnego wyposażenia (większość trafiła w 1989 do cerkwi w Ucianie). W latach 90. XX wieku cerkiew zaczęła być wykorzystywana przez miejscowe władze jako miejsce organizacji festiwali muzycznych. Nabożeństwa w niej ponownie odbywają się od kilku lat.  

## Architektura
Wejście do budynku prowadzi przez przedsionek, ponad którym wznosi się osadzona na ośmiobocznym bębnie, zakończona iglicą dzwonnica. Poniżej iglicy położony jest rząd półkolistych okien i blend. Rząd okien o tym samym kształcie, z obramowaniami z motywem oślich łuków, znajduje się również w bocznych ścianach przedsionka i nawy. Poniżej poziomu dachu nawy ozdobny fryz. W centrum nawy znajduje się sygnaturka z cebulastą kopułą z krzyżem. We wnętrzu cerkwi, po przeniesieniu większości wyposażenia do cerkwi w Ucianie, znajdują się jedynie pojedyncze ikony. Na dzwonnicy zawieszono 1 dzwon.